# Садулаєв Лечі Баймарзайович
Лечі Баймарзайович Садулаєв (рос. Ле́чи Баймарзаевич Садулаев, нар. 8 січня 2000, Ахмат-Юрт, Росія) — російський футболіст, центральний півзахисник клубу «Ахмат» та національної збірної Росії.

## Ігрова кар'єра

### Клубна
Лечі Садулаєв є вихованцем грозненського клубу «Ахмат». З 2010 року він займався у молодіжній команді. Свою першу гру на дорослому рівні Садулаєв провів у грудня 2018 року, коли вийшов на заміну у матчі проти тульського «Арсенала». Перший гол у турнірі РПЛ Садулаєв забив у квітні 2021 року.

### Збірна
У листопаді 2022 року у товариському матчі проти команди Таджикистану Лечі Садулаєв дебютував у національній збірній Росії.